# 峯野龍弘
峯野 龍弘（みねの たつひろ、1939年8月10日 - ）は、日本のホーリネス系福音派の牧師。
日本福音同盟理事長を務めた。名誉神学博士（米国アズベリー神学校、韓国韓国トーチ・トリニティー神学大学）。前ウェスレアン・ホーリネス教団淀橋教会主管牧師。前クリスチャントゥデイ代表取締役会長。2025年5月、同教会主幹牧師を退任。

## プロフィール

### 生い立ち
横浜に生まれる。高校二年の頃聖書を初めて購入し、独学で聖書に対する興味と関心を深めた。日本大学法学部在学中の1960年、日本基督教団清水ヶ丘教会で受洗。同年から翌1961年にかけて八丈島伝道を単独で複数回敢行した後、1961年秋、伝道者としての召命を受けた。1965年、東京聖書学校卒業。

### ミニストリー
1965年～1968年、日本基督教団桜ヶ丘教会を牧会した。

### 働きの拡大
1994年ビリー・グラハム国際大会実行委員長、特定非営利活動法人ワールド・ビジョン・ジャパン総裁、ウェスレアン・ホーリネス教団理事長兼委員長、東京大聖書展実務委員長、日本福音同盟理事長、日本福音連盟理事長、日本プロテスタント宣教１５０周年記念実行委員会実行委員長等を歴任。クリスチャントゥデイ会長

### 現在
1968年より現在まで41年間、ウェスレアン･ホーリネス教団淀橋教会の牧会にあたると共に、仙台、埼玉、横浜、長野、和歌山、大阪、神戸、福岡などの各地のブランチ教会を司る。2025年5月同教会主幹牧師を退任し、元老牧師となった。
国内、海外のキリスト教界のみならず一般社会で広く講演活動に従事する。キリスト教テレビ、ラジオ番組でもレギュラー出演している。
- 特定非営利活動法人ワールド・ビジョン・ジャパン名誉会長
- 財団法人国際開発救援財団副理事長
- 社会福祉法人こころの家族理事
- 社会福祉法人キングス・ガーデン東京理事
- ウェスレアン・ホーリネス教団淀橋教会主管牧師
- 日本ケズィック・コンベンション中央委員長
- 日本CGNTV番組編制・推進審議会会長
- アガペー・ファミリー･ケア･センター代表
- 駒ヶ根パノラマ愛の家園長
- 光林国際ミッション・センター館長
- アパ・ルーム日本委員会会長
- 日本クリストファー・サン国際大会会長
- クリスチャントゥデイ会長
- 在日韓国人の故郷の家を後援する集いの発起人懇談会 発起人
- 株式会社不二家社外取締役

など。

### 在日韓国人の故郷の家を後援する集いの発起人懇談会
在日韓国人の高齢者が、韓国伝統のオンドル部屋でキムチを思う存分食べ、伝統の音楽アリランを聞きながら余生を送れる施設を、日本各地に建設している。この構想は、峯野が日本教会の牧師として、かつて日本が韓国に行った多くの誤りを謝罪するという気持ちに基づいている。

### セブンスデー・アドベンチスト教会を支持
宗教分類学上でキリスト教系の新宗教でありプロテスタントの一派と自称するが、異端視されることもあるセブンスデー・アドベンチスト教会の書籍において「心からの敬意と賛辞を贈ります」と同教会を称賛する態度を表明している。

### クリスチャントゥデイの代表取締役会長に就任
2011年よりキリスト教系メディアサイトのクリスチャントゥデイの代表取締役会長に就任。2019年11月30日付で辞任した。

## 主な著書
- 『愛ひとすじに』 ヨベル出版社
- 『愛ひとすじに』ウェスレアン・ホーリネス教団淀橋教会　2008
- 『愛による人間関係』 新生運動
- 『聖なる生涯を慕い求めて─ケズィックとその精神─』 教文館　2001
- 『真のキリスト者への道』 いのちのことば社　2001
- 『聖なる生涯を渇望した男―ジョン・ウェスレーの生涯―』 ヨベル出版社

など多数。
- 『ああ、十字架』（CD） ゴスペル・ワールド

（2010年５月現在）

## 経歴
- 1939年 - 8月10日神奈川県横浜市出身
- 1960年 - 6月5日日本基督教団清水ヶ丘教会で倉持芳雄牧師より受洗
- 1962年 - 日本大学法学部卒業
- 1965年 - 東京聖書学校卒業
- 1965年-1968年 - 日本基督教団桜ヶ丘教会を牧会
- 1968年 - 日本基督教団を離脱。ウェスレアン・ホーリネス教団淀橋教会主管牧師
- 1994年 - ビリー・グラハム国際大会実行委員長。日本ケズィック・コンベンション中央委員会委員長
- 2006年-2008年 - 日本福音同盟理事長
- 2009年 - 日本プロテスタント宣教150周年記念大会実行委員長
- 2010年-世界宣教東京大会名誉会長、日本クリストファー・サン国際大会会長
- 2011年-クリスチャントゥデイ社取締役会長に就任
- 2019年-クリスチャントゥデイ社取締役会長を辞任